# Campionati del mondo di atletica leggera 2023 - Lancio del disco femminile
La specialità del lancio del disco femminile dei campionati del mondo di atletica leggera 2023 si è svolta tra il 20 e il 22 agosto al Centro nazionale di atletica leggera di Budapest, in Ungheria.

## Podio
| Pos.    | Atleta           | Nazionalità | Misura  |
| ------- | ---------------- | ----------- | ------- |
| Oro     | Laulauga Tausaga | Stati Uniti | 69,49 m |
| Argento | Valarie Allman   | Stati Uniti | 69,23 m |
| Bronzo  | Feng Bin         | Cina        | 68,20 m |

## Situazione pre-gara

### Record
Prima di questa competizione, il record del mondo (RM) e il record dei campionati (RC) erano i seguenti.
| Record                | Lancio  | Atleta                        | Data                                        | Competizione  |
| --------------------- | ------- | ----------------------------- | ------------------------------------------- | ------------- |
| Record mondiale       | 76,80 m | Gabriele Reinsch Germania Est | 09 luglio 1988 Neubrandenburg, Germania Est |               |
| Record dei campionati | 71,62 m | Martina Hellmann Germania Est | 31 agosto 1987 Roma, Italia                 | Mondiali 1987 |

### Campionesse in carica
Le campionesse in carica a livello mondiale e olimpico erano:
| Campione | Atleta                     | Lancio  | Data                               | Competizione         |
| -------- | -------------------------- | ------- | ---------------------------------- | -------------------- |
| Olimpico | Valarie Allman Stati Uniti | 68,98 m | 02 agosto 2021 Tokyo, Giappone     | Giochi olimpici 2021 |
| Mondiale | Feng Bin Cina              | 69,12 m | 20 luglio 2022 Eugene, Stati Uniti | Mondiali 2022        |

### La stagione
Prima di questa gara, le atlete con le migliori tre prestazioni dell'anno erano:
| Pos. | Atleta                     | Prestazione | Data                                 |
| ---- | -------------------------- | ----------- | ------------------------------------ |
| 1    | Valarie Allman Stati Uniti | 70,25 m     | 7 aprile 2023 San Diego, Stati Uniti |
| 2    | Laulauga Tausaga Cuba      | 69,49 m     | 22 agosto 2023 Budapest, Ungheria    |
| 3    | Feng Bin Cina              | 68,20 m     | 22 agosto 2023 Budapest, Ungheria    |

## Risultati

### Qualificazioni
Le qualificazioni si sono disputate a partire dalle 9:06 del 20 agosto. Accedono alla finale le atlete di ogni Gruppo che raggiungono la misura di 64,00 m (Q) o almeno le 12 migliori performance (q).

#### Gruppo A
| Pos | Atleta                 | Nazionalità | 1ª prova | 2ª prova | 3ª prova | Risultato | Note                                     |
| --- | ---------------------- | ----------- | -------- | -------- | -------- | --------- | ---------------------------------------- |
| 1   | Valarie Allman         | Stati Uniti | 67,14 m  | -        | -        | 67,14 m   | Q                                        |
| 2   | Feng Bin               | Cina        | 63,97 m  | 61,47 m  | 65,68 m  | 65,68 m   | Q                                        |
| 3   | Sandra Perković        | Croazia     | 65,62 m  | -        | -        | 65,62 m   | Q                                        |
| 4   | Shanice Craft          | Germania    | x        | 63,42 m  | 63,18 m  | 63,42 m   | q                                        |
| 5   | Liliana Cá             | Portogallo  | 61,27 m  | 63,34 m  | x        | 63,34 m   | q                                        |
| 6   | Silinda Oneisi Morales | Cuba        | x        | 60,54 m  | 62,76 m  | 62,76 m   | q                                        |
| 7   | Daisy Osakue           | Italia      | x        | 58,77 m  | 61,31 m  | 61,31 m   | q                                        |
| 8   | Vanessa Kamga          | Svezia      | x        | x        | 60,02 m  | 60,02 m   | Miglior prestazione personale stagionale |
| 9   | Ieva Zarankaitė        | Lituania    | 59,98 m  | 59,92 m  | x        | 59,98 m   |                                          |
| 10  | Andressa De Morais     | Brasile     | 52,54 m  | 59,15 m  | 56,01 m  | 59,15 m   |                                          |
| 11  | Taryn Gollshewsky      | Australia   | 58,63 m  | x        | 58,11 m  | 58,63 m   |                                          |
| 12  | Lisa Brix Pedersen     | Danimarca   | 57,96 m  | 52,58 m  | 56,14 m  | 57,96 m   |                                          |
| 13  | Ashley Anumba          | Nigeria     | 57,77 m  | 51,86 m  | 55,76 m  | 57,77 m   |                                          |
| 14  | Subenrat Insaeng       | Thailandia  | 56,19 m  | x        | x        | 56,19 m   |                                          |
| 15  | Elena Bruckner         | Stati Uniti | 55,63 m  | 54,23 m  | 55,94 m  | 55,94 m   |                                          |
| 16  | Salla Sipponen         | Finlandia   | 53,85 m  | 53,47 m  | 54,72 m  | 54,72 m   |                                          |
| 17  | Nora Monie             | Camerun     | x        | 54,50 m  | 54,38 m  | 54,50 m   |                                          |
| 18  | Dóra Kerekes           | Ungheria    | 54,41 m  | 53,44 m  | 52,99 m  | 54,41 m   |                                          |
| 19  | Maki Sait              | Giappone    | x        | 53,14 m  | 53,20 m  | 53,20 m   |                                          |

#### Gruppo B
| Pos | Atleta                     | Nazionalità | 1ª prova | 2ª prova | 3ª prova | Risultato | Note |
| --- | -------------------------- | ----------- | -------- | -------- | -------- | --------- | ---- |
| 1   | Claudine Vita              | Germania    | 59,85 m  | 64,51 m  | -        | 64,51 m   | Q    |
| 2   | Laulauga Tausaga           | Stati Uniti | x        | 64,34 m  | -        | 64,34 m   | Q    |
| 3   | Jorinde van Klinken        | Paesi Bassi | 62,05 m  | 63,20 m  | x        | 63,20 m   | q    |
| 4   | Kristin Pudenz             | Germania    | 62,67 m  | x        | 62,71 m  | 62,71 m   | q    |
| 5   | Melina Robert-Michon       | Francia     | 61,82 m  | 58,99 m  | 60,21 m  | 61,82 m   | q    |
| 6   | Veronica Fraley            | Stati Uniti | 57,71 m  | 59,36 m  | x        | 59,36 m   |      |
| 7   | Daria Zabawska             | Polonia     | 59,28 m  | 56,44 m  | 58,76 m  | 59,28 m   |      |
| 8   | Marija Tolj                | Croazia     | 58,92 m  | 57,28 m  | x        | 58,92 m   |      |
| 9   | Fang Wang                  | Cina        | 56,72 m  | x        | 58,78 m  | 58,78 m   |      |
| 10  | Chioma Onyekwere           | Nigeria     | 54,97 m  | 58,58 m  | 57,73 m  | 58,58 m   |      |
| 11  | Izabela Da Silva           | Brasile     | 58,45 m  | 57,89 m  | 56,94 m  | 58,45 m   |      |
| 12  | Samantha Hall              | Giamaica    | 56,31 m  | 55,44 m  | 58,43 m  | 58,43 m   |      |
| 13  | Irina Rodrigues            | Portogallo  | 56,86 m  | 55,37 m  | 57,08 m  | 57,08 m   |      |
| 14  | Karen Gallardo             | Cile        | 50,75 m  | 48,74 m  | 56,74 m  | 56,74 m   |      |
| 15  | Annesofie Hartmann Nielsen | Danimarca   | 54,90 m  | 53,63 m  | x        | 54,90 m   |      |
| 16  | Caisa-Marie Lindfors       | Svezia      | 53,83 m  | 53,24 m  | 54,54 m  | 54,54 m   |      |
| 17  | Yolandi Stander            | Sudafrica   | x        | 53,39 m  | 53,34 m  | 53,39 m   |      |
| 18  | Obiageri Pamela Amaechi    | Nigeria     | x        | 50,69 m  | 51,60 m  | 51,60 m   |      |

### Finale
La finale si è disputata alle 20:22 (ora locale di Budapest) del 22 agosto.
| Pos.    | Atleta                 | Nazione     | Lanci | Lanci | Lanci | Lanci           | Lanci           | Lanci           | Misura  | Note                                     |
| Pos.    | Atleta                 | Nazione     | 1°    | 2°    | 3°    | 4°              | 5°              | 6°              | Misura  | Note                                     |
| ------- | ---------------------- | ----------- | ----- | ----- | ----- | --------------- | --------------- | --------------- | ------- | ---------------------------------------- |
| Oro     | Laulauga Tausaga       | Stati Uniti | n     | 52,28 | 65,56 | n               | 69,49           | 68,36           | 69,49 m | Miglior prestazione personale            |
| Argento | Valarie Allman         | Stati Uniti | 68,57 | 66,94 | 68,79 | 69,23           | 64,60           | 68,61           | 69,23 m |                                          |
| Bronzo  | Feng Bin               | Cina        | 66,97 | 65,16 | 65,91 | 67,18           | 67,41           | 68,20           | 68,20 m | Miglior prestazione personale stagionale |
| 4       | Jorinde van Klinken    | Paesi Bassi | 63,93 | 64,41 | 62,94 | 64,47           | 67,20           | 66,97           | 67,20 m | Miglior prestazione personale stagionale |
| 5       | Sandra Perković        | Croazia     | n     | 66,57 | n     | 65,64           | 65,09           | n               | 66,57 m | Miglior prestazione personale stagionale |
| 6       | Kristin Pudenz         | Germania    | 63,81 | 63,94 | 65,73 | 64,11           | 65,96           | n               | 65,96 m |                                          |
| 7       | Shanice Craft          | Germania    | 63,59 | 61,44 | 65,03 | 65,47           | n               | 63,67           | 65,47 m |                                          |
| 8       | Liliana Cá             | Portogallo  | 58,86 | n     | 63,59 | n               | n               | 62,49           | 63,59 m |                                          |
| 9       | Melina Robert-Michon   | Francia     | 53,34 | 63,46 | n     | Non qualificate | Non qualificate | Non qualificate | 63,46 m |                                          |
| 10      | Claudine Vita          | Germania    | 60,29 | 62,51 | 63,19 | Non qualificate | Non qualificate | Non qualificate | 63,19 m |                                          |
| 11      | Silinda Oneisi Morales | Cuba        | 62,31 | 53,26 | n     | Non qualificate | Non qualificate | Non qualificate | 62,31 m |                                          |
| 12      | Daisy Osakue           | Italia      | n     | 61,13 | n     | Non qualificate | Non qualificate | Non qualificate | 61,13 m |                                          |